# Rue Montalivet
La rue Montalivet se situe dans le 8e arrondissement, de Paris.

## Situation et accès
Elle commence au 13, rue d'Aguesseau et finit au 10, rue des Saussaies.
Le quartier est desservi par les lignes de métro 9 et 13 à la station Miromesnil.

## Origine du nom

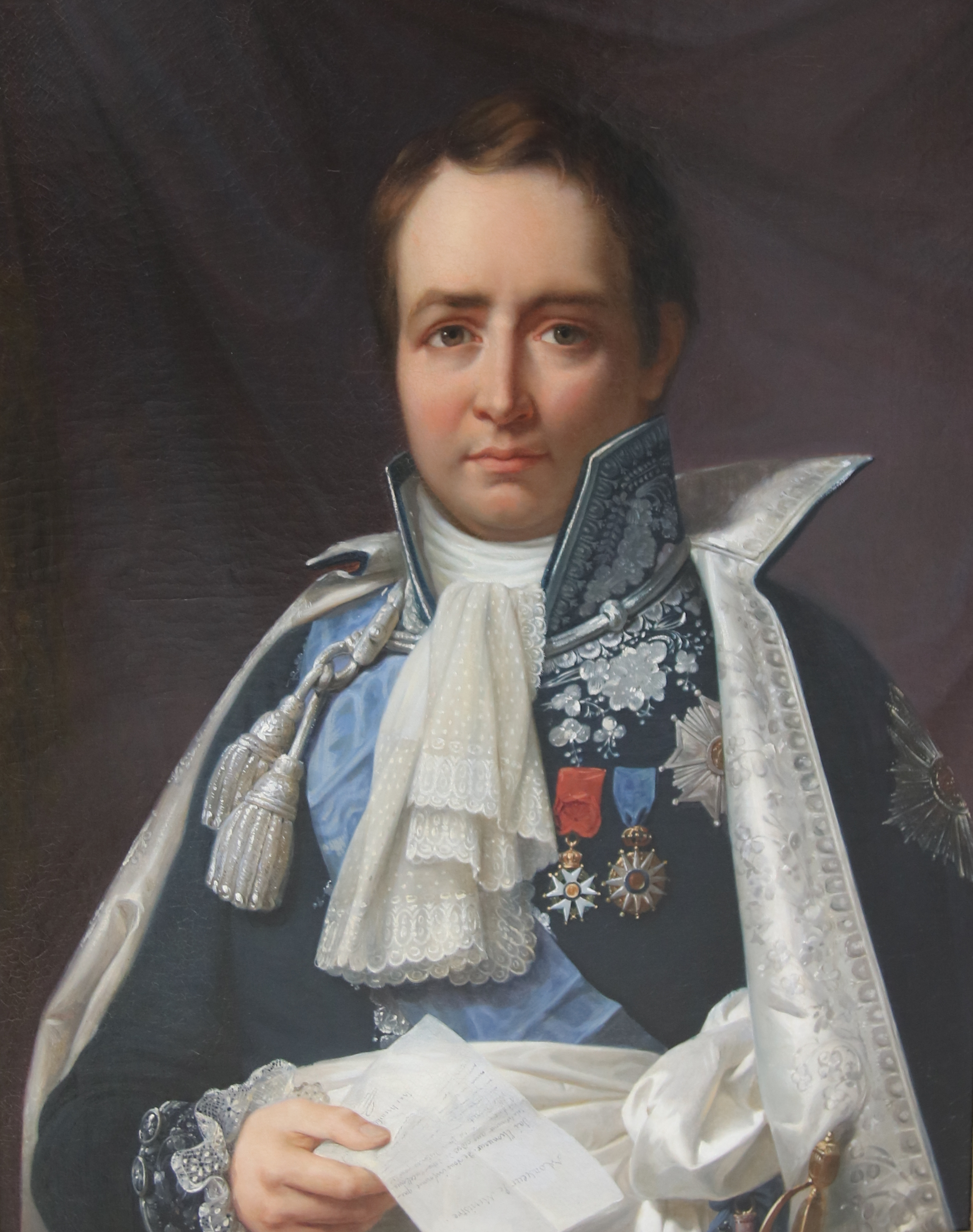
Jean-Pierre Bachasson, comte de Montalivet.

Elle porte le nom de l'homme d’État Jean-Pierre Bachasson, comte de Montalivet (1766-1823), qui fut ministre de l'Intérieur de Napoléon Ier entre 1809 et 1814.

## Historique

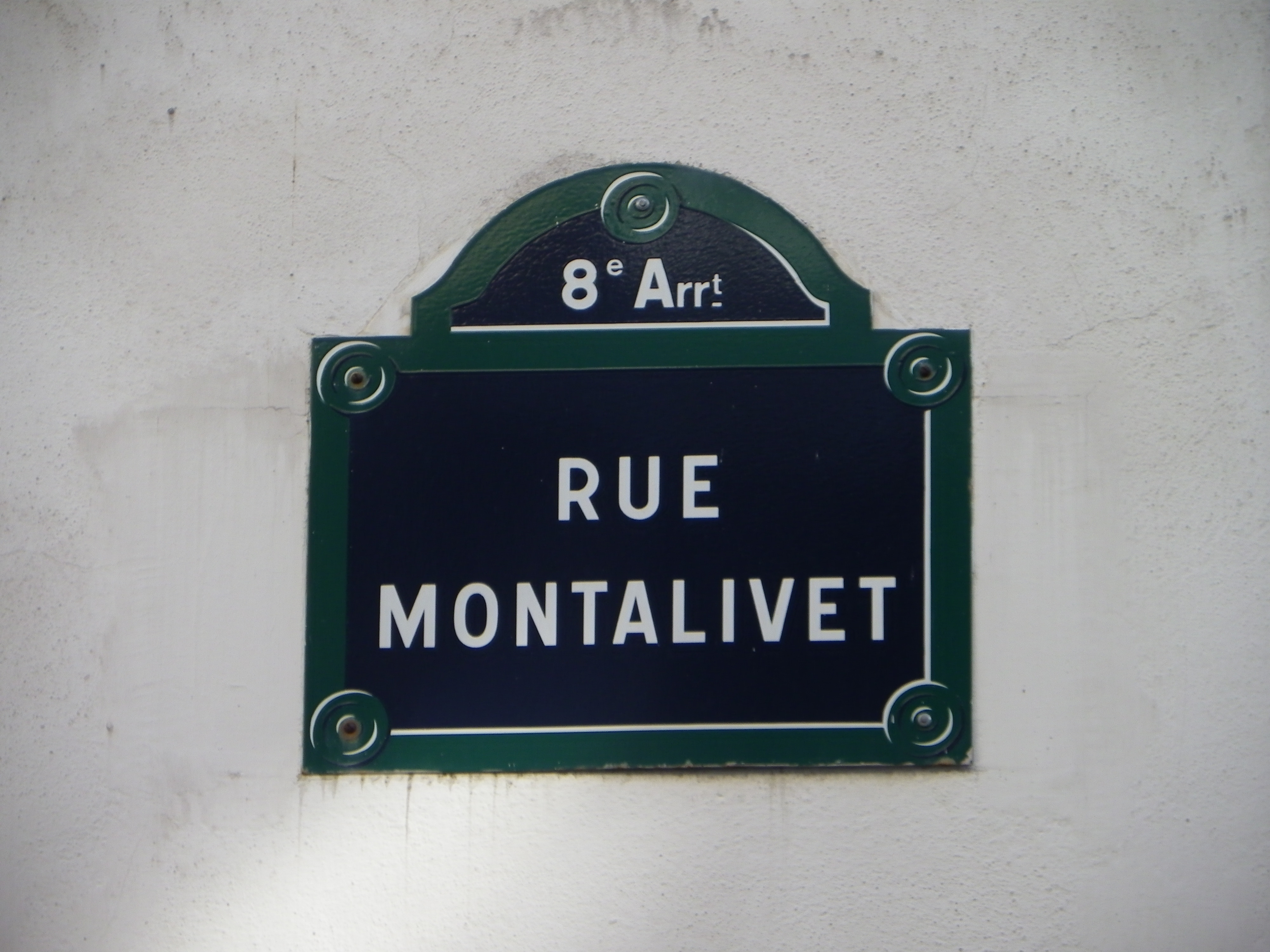
Plaque de la rue Montalivet.

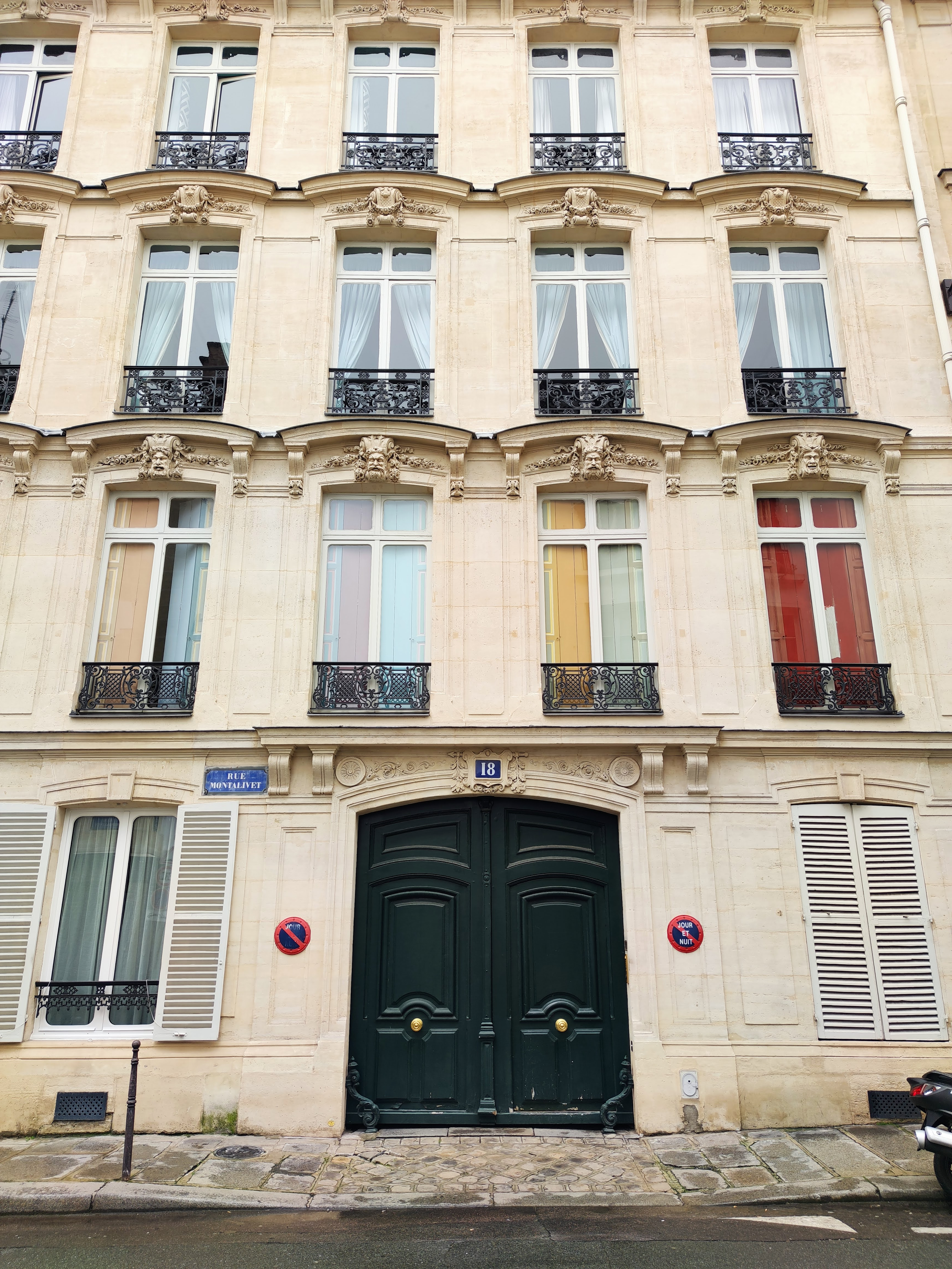
No 18.

La fabrique de l'église de la Madeleine possédait depuis un temps immémorial des marais situé entre les actuelles rue du Faubourg-Saint-Honoré et rue de Surène. En 1690, devant la croissance de la population du faubourg de la Ville-l'Évêque, le curé de la Madeleine installa sur une partie de ces marais un cimetière d'une superficie d'environ 200 toises, celui situé à proximité immédiate de l'église étant devenu trop petit. Ce nouveau cimetière, qu'on appelait le « grand cimetière des pauvres », avait son entrée vers les nos 29 à 33 actuels de la rue de Surène et s'étendait jusqu'à l'emplacement actuel de la rue Montalivet.
En 1721, le curé de la Madeleine échangea ce cimetière avec un sieur Descazaux qui s'engagea à acquérir pour le donner à la fabrique le terrain nécessaire à l'agrandissement de l'ancien cimetière proche de l'église. Le 17 avril 1723, Descazaux vendit le terrain du grand cimetière à Joseph-Antoine d'Aguesseau (1679-1744), frère cadet du chancelier d'Aguesseau, conseiller honoraire au Parlement de Paris, ainsi que M. de Champeron et Mme de La Vergne, qui avaient obtenu par lettres patentes du 6 février 1723 l'autorisation d'y créer un grand marché comprenant six étaux de boucherie. On y accédait par l'actuelle rue de Duras, ouverte en 1723 sur les jardins de l'hôtel de Duras. Mais, trop excentré, le marché périclita et des lettres patentes datées du camp d'Alost le 16 août 1745 en autorisèrent le transfert à un emplacement situé entre la rue de la Madeleine (rue Boissy-d'Anglas) et la rue Royale sur un terrain vendu par l'avocat André Mol de Lurieux.
La rue du Marché d'Aguesseau conserva toutefois son nom jusqu'en 1867, date à laquelle, en raison de sa situation à proximité du ministère de l'Intérieur, elle fut rebaptisée « rue Montalivet ».

## Bâtiments remarquables et lieux de mémoire

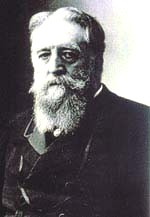
Eugène Poubelle, préfet de la Seine, habitant du no 18.

- No 3 : le comte Léonce Hallez-Claparède (1813-1870), député orléaniste du Bas-Rhin, habita cet immeuble appartenant à la famille Lefèvre-Pontalis.
- No 7 : ancien hôtel, très remanié, d'Henri d'Orléans (1822-1897), duc d'Aumale, passé à sa mort à Pierre d'Orléans (1845-1919), duc de Penthièvre, et donné en location. Il a eu pour locataires le comte Léon Costa de Beauregard (1870-1955) et la comtesse, née Marguerite Revenaz (1876-1913).
- No 18 : immeuble anciennement habité par l'ambassadeur Camille Barrère (1851-1940), par le préfet de la Seine Eugène Poubelle (1831-1907) et par la créatrice Inès de la Fressange. L'immeuble abrite dans la cour une des 94 pompes à eau de Paris[5],[6].

### Sources
- Rue Montalivet sur le site Mon village : le faubourg du Roule et ses environs.
- Charles Lefeuve, Les Anciennes Maisons de Paris. Histoire de Paris rue par rue, maison par maison, t. V, Paris, C. Reinwald, 1875, 5e éd..
- Félix de Rochegude, Promenades dans toutes les rues de Paris : VIIIe arrondissement, Paris, Hachette, 1910 (lire en ligne).